# メンチカツ
メンチカツは、洋食の一種。豚肉や牛肉の挽肉にタマネギのみじん切り・食塩・コショウなどを混ぜて練り合わせ、小判型または球型に成形し、小麦粉・溶き卵・パン粉からなる衣をつけて油で揚げたカツ料理で、形状はコロッケに似る。油で揚げるか、フライパンで焼き上げる。
メンチと略されるが、大阪を中心とする地域ではミンチカツとも呼ばれる。
カツという名称ではあるが、外見や材料、調理法の類似からコロッケと混同され、同じ材料・製法による「メンチコロッケ」という料理も存在する。

## 起源
明治期に銀座の洋食店が「ミンツ・ミート・カツ（minced meat cutlet）」として販売したのが起源とされる。関東から関西に伝わった料理とされており、昭和初期に神戸市湊川の純神戸肉三ッ輪屋精肉店（明治34年創業、現三ツ輪屋総本店）の二代目の水野三次が、東京の洋食店の「肉の練り物」（ミートボールのこと）をヒントに命名した。

## 食べ方

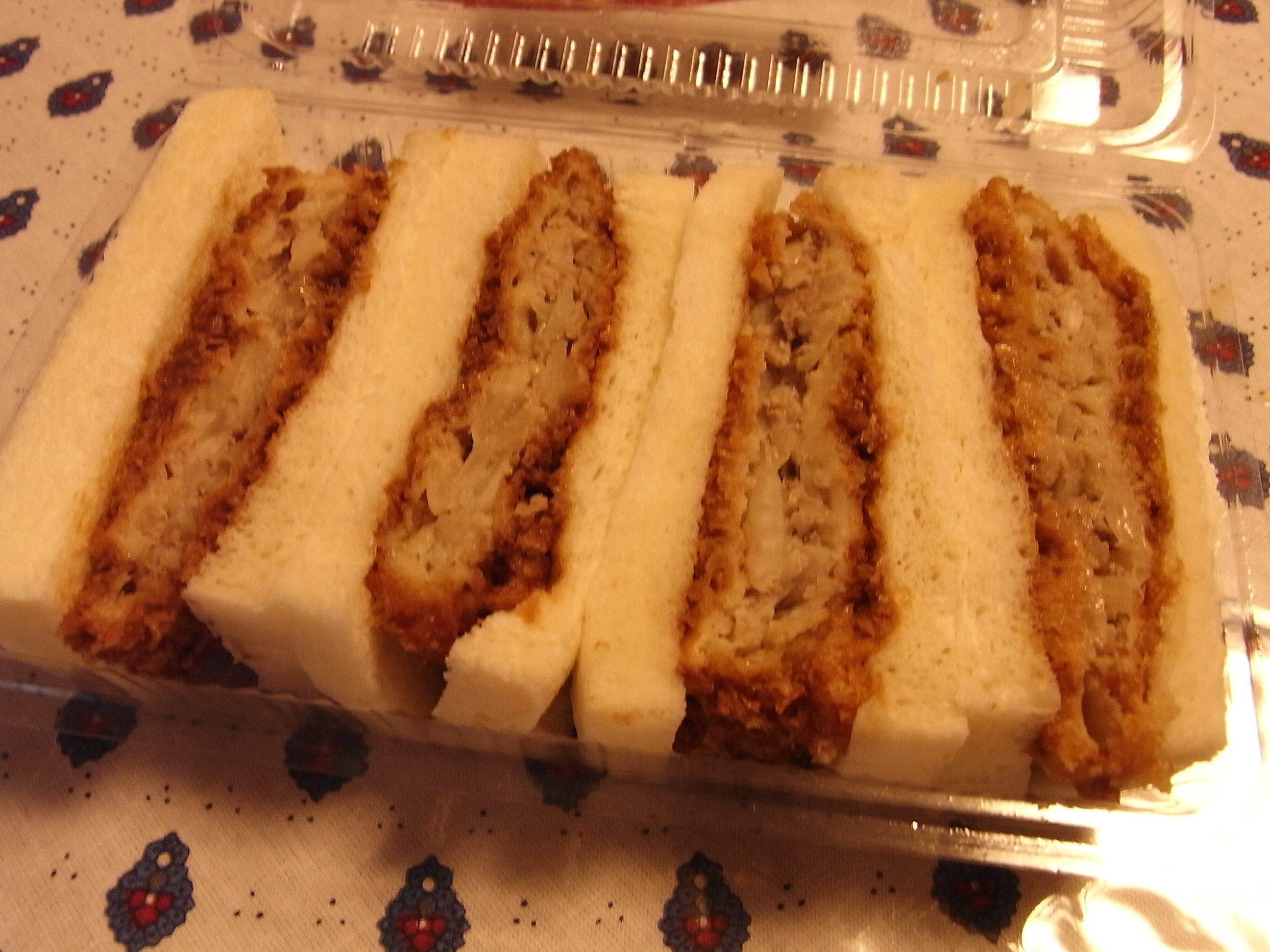

ウスターソース等を付加して食べることが多い。サンドイッチやハンバーガーの具とされることもある。一般にメンチカツは庶民的な洋食のイメージがあるが、ブランド牛使用をアピールした品もある。軽食ともされるが、定食として飯や汁とともに提供される場合も多い。

## ご当地グルメ
日本各地で、メンチカツがご当地グルメとして町おこしに活用されることがあり
- 館山メンチ（千葉県館山市）
- 茅ヶ崎メンチ（神奈川県茅ヶ崎市）
- 亀有メンチ（東京都葛飾区亀有）
- 三春グルメンチ（福島県三春町）
- 長泉あしたかつ（静岡県長泉町）

など多数存在する。

## 名称
語源については諸説ある。

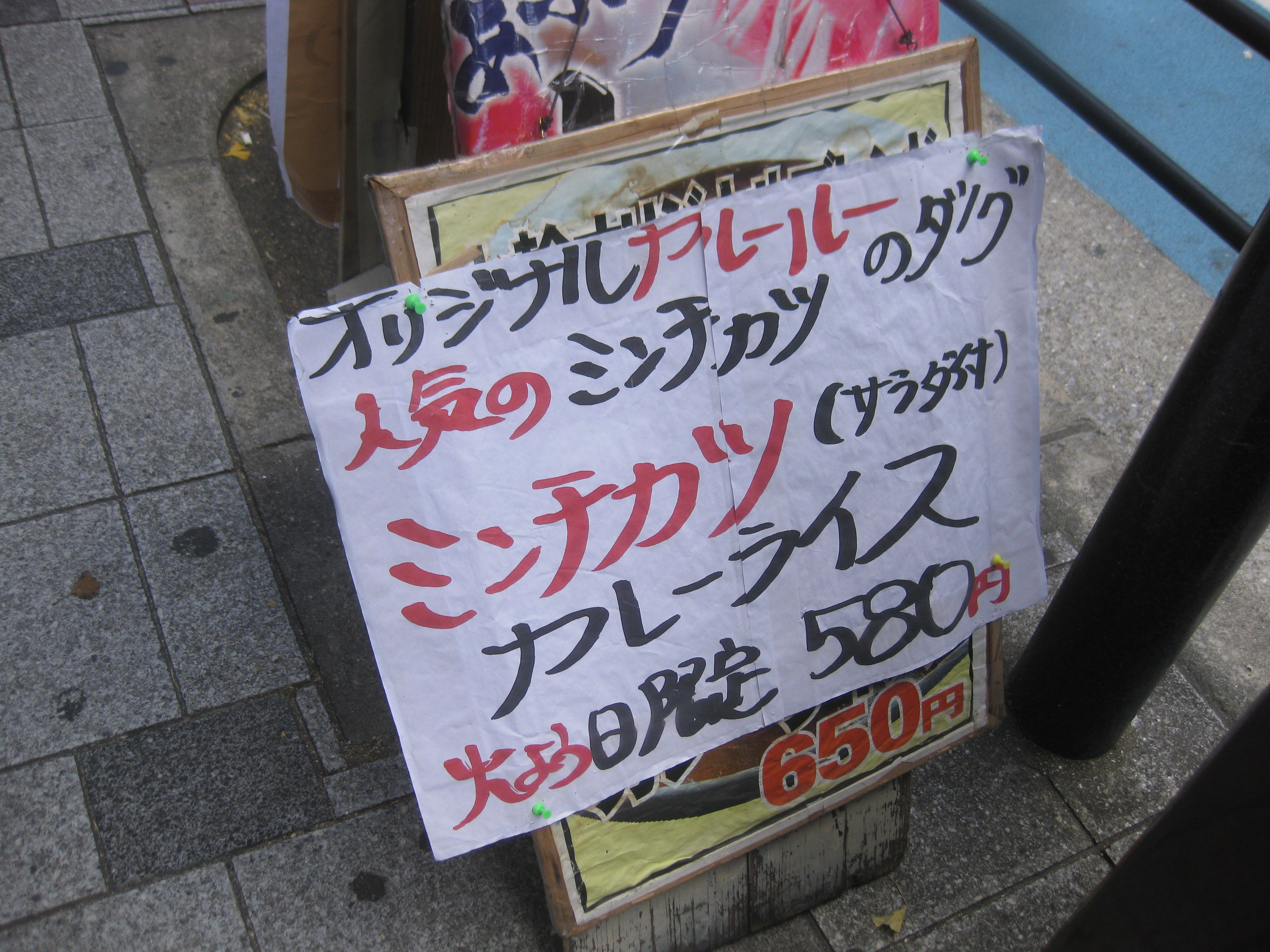
「ミンチカツ」と書かれた看板。大阪市中央区にて。

- minced meat（挽き肉）cutlet（フランス語の côtelette コートレットが語源）を合成した和製英語「ミンスミートカツレツ」が成立し、のちに省略される過程で「ミンス」が「メンチ」に転じ、「メンチカツ」となったという説[5]
- 昭和初期に三ッ輪屋精肉店がこの料理を考案した際に「ミンチカツ」と命名したとする説

近畿地方で「メンチカツ」という呼称が使われない背景については
- 近畿方言に「メンチを切る」（睨みつけるの意）という表現があることから、同音衝突を避けたとする説[6]
- 西日本では、挽き肉をミンチ肉あるいはミンチと呼ぶことが東日本よりも多いため、ミンチで作るカツからそのまま「ミンチカツ」と呼ばれるようになった[6]

などがある。